# Buddy Miller
Buddy Miller, (Fairborn, 1952. szeptember 6. –) amerikai énekes, dalszerző. A Tennessee állambeli Nashville-ben él. Felesége, Julie Miller énekes-dalszerző felvételeit ő készítette.

## Pályafutása
Buddy Miller családja Dayton közelében, és családja a New Jersey állambeli Princetonban telepedett le. A nagyapja adta neki a „Buddy” becenevet.
Az 1970-es évek végén a Desperate Men nevű country-rock zenekar tagja volt, amely New Yorkban és a környékén játszott, többek között olyan klubokban, mint a Stanhope House, a Cuss From Hoe és mások.
1975-ben a texasi Austinba költözött, és rockabillyt játszott Ray Campi zenekarában. Meghallgatáson vett részt a Partners In Crime zenekarban,  amelyben Julie Miller (Julie Griffin) játszott.
1980-ban New Yorkban Miller megalakította a Buddy Miller Bandet, amelyben Shawn Colvin énekes-dalszerző, gitáros szerepelt. Miller fellépett Jim Lauderdale-lel és Larry Campbellel is. Minden vasárnap pedig Kinky Friedman zenekarában lépett fel a Lone Star Cafe-ban.
Miller Los Angelesben dolgozott, az 1990-es években pedig Nashville-be költözött. Saját lemezeit kezdte készíteni a Dogtown nevű saját stúdiójában.

## Albumok
- Man on the moon (1995)
- Your love and other lies (1995)
- Poison love (1997
- Cruel moon (1999)
- Buddy & Julie Miller (2001)
- Midnight and lonesome (2002)
- Love snuck up (2004) +Julie Miller
- Universal united house of prayer (2004)
- The best of the hightone years (2008)
- Written in chalk (2009) +Julie Miller
- The majestic silver stings (2011)
- Buddy & Jim (2012) +Jim Lauderdale
- Breakdown On 20th Ave. South (2019) +Julie Miller
- In The Throes (2023)

## Filmek
- Buddy Miller az IMDb-n

## Díjak
- 2010: Grammy-díj: Best Traditional Gospel Album: Downtown Church